# Анискина, Ксения Андреевна
Ксения Андреевна Анискина (28 января 1997, Каневская, Краснодарский край) — российская футболистка, нападающая.

## Биография
Воспитанница футбольного клуба «Монолит» (Каневская), первый тренер — Хвича Манижашвили. В юношеском возрасте также играла за команду КубГУ в студенческом первенстве России. Становилась призёром первенства России среди девушек в составе сборной Краснодарского края.
Во взрослом футболе начала выступать в составе клуба «Кубаночка» (Краснодар). За основную команду клуба в высшей лиге России сыграла единственный матч — 24 апреля 2015 года в игре против «Россиянки» вышла на замену на 74-й минуте вместо бразильянки Дани. После ухода из «Кубаночки» провела полсезона за «Дончанку» (Азов), сыграв 7 матчей в высшей лиге.
Позднее играла в любительских соревнованиях по футболу и мини-футболу, в том числе за команду «Руки вверх».
Выступала за юношескую и молодёжную сборную России. В составе юношеской сборной стала автором хет-трика в матче против сверстниц из Ирана в 2012 году.